# Фруктан

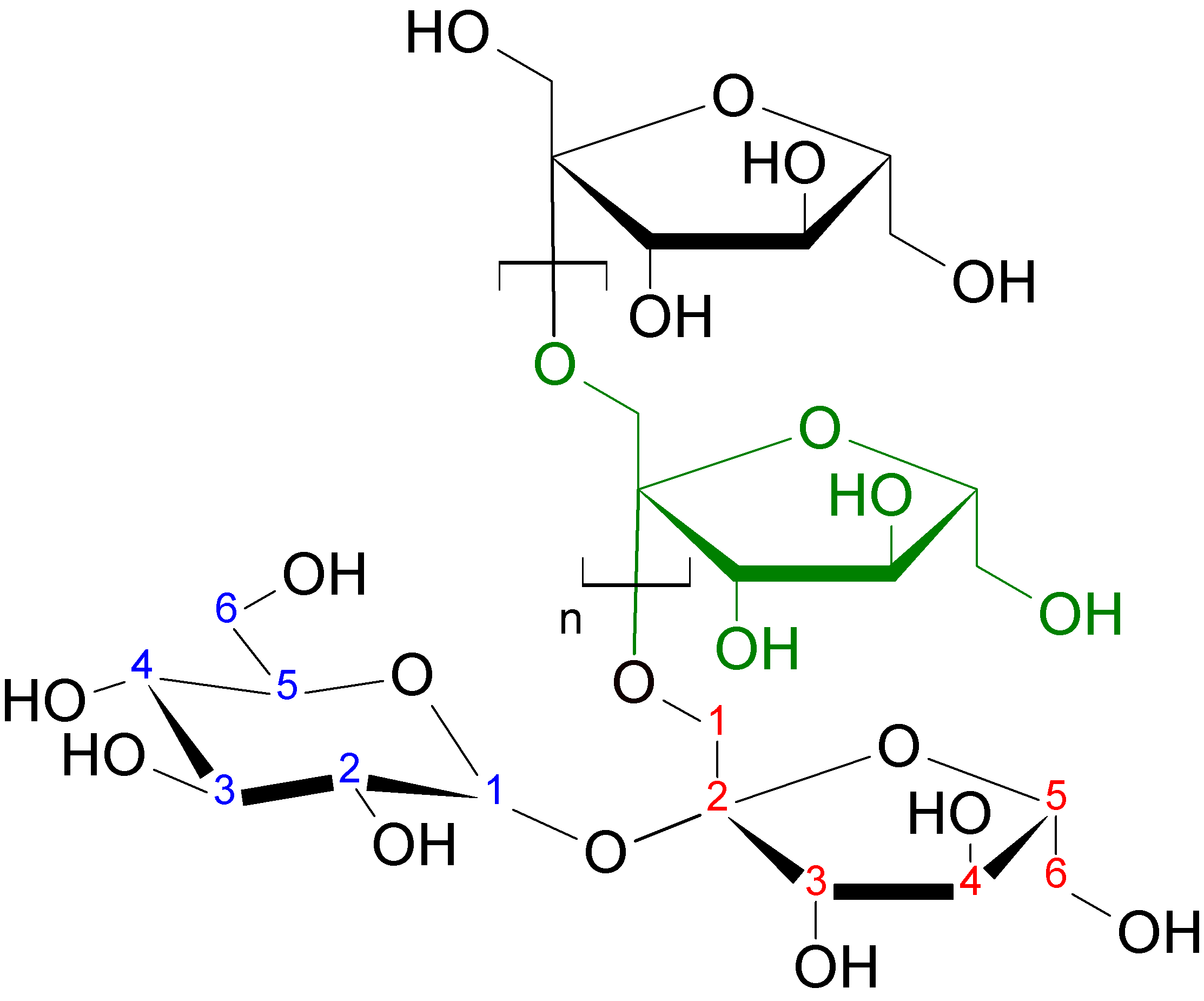
Структурная формула инулина, линейного фруктана с концевой α-D-глюкопиранозой, присоединённой связью 1→2

Фруктан — полимер фруктозы. Каждая молекула фруктана состоит из множества молекул β-D-фруктозы и одной молекулы α-D-глюкозы, связанной с фруктозой через свой полуацетальный гидроксил. Таким образом, все фруктаны — невосстанавливающие полисахариды. Особую группу составляют фруктаны с короткой цепью, называемые фруктоолигосахариды. Фруктаны можно обнаружить в таких продуктах питания как агава, артишок, спаржа, лук-порей, чеснок, лук (включая лук-шалот), якон, хикама и пшеница.
Фруктаны также содержатся в траве, и по одной из версий, могут быть одной из причин ламинита (воспаление копыт) у лошадей и других травоядных животных из семейства Equidae.

## Типы фруктанов

Основные типы фруктанов. Сверху вниз: инулины, леваны, граминаны.

Фруктаны подразделяют на группы, в зависимости от типа связи между остатками фруктозы. Обычно связь осуществляется по первому (OH-1) или шестому (OH-6) гидроксилу и в соответствии с этим выделяют два основных типа фруктанов:
- 1-связанные: инулин, остатки фруктозы соединены связями β-2,1.
- 6-связанные: леван (или флеин), остатки фруктозы соединены связями β-2,6.

К третьей группе относятся граминан-подобные фруктаны: в них содержатся как β-2,1- так и β-2,6-связи.
Более сложные фруктаны образуются из кестотриозной цепи, в которой удлинение происходит с двух сторон. Как и в предыдущем случае, здесь выделяют два типа фруктанов:
- неоинулиновый тип: преобладают β-2,1-связи
- неолевановый тип: преобладают β-2,6-связи

## Функции и синтез
Фруктаны служат запасающими полисахаридами. Они встречаются, например, у злаков (флеин и флеиноподобные фруктаны), а также астровых (инулин и инулиноподобные фруктаны). Заметным исключением является рис, который, будучи злаком, не синтезирует фруктаны. Полагают, что у растений фруктаны синтезируются из сахарозы в вакуолях, однако этот процесс ещё слабо изучен. Помимо запасающей они могут выполнять осмотпротекторную функцию, а также являются биологическим антифризами, делая растение более холодоустойчивым.
Кроме растений, фруктаны могут синтезироваться рядом бактерий. Фруктан-синтезирующие штаммы есть среди Bacillus, Streptococcus, Pseudomonas, Erwinia, и Actinomyces. В основном они синтезируют β-2,6-связанные полисахариды — леваны. Синтез леванов происходит внеклеточно и осуществляется одним ферментом — левансахаразой (шифр КФ 2.4.1.10). При росте на среде, богатой сахарозой, бактерия выделяет этот фермент, который расщепляет сахарозу на глюкозу и фруктозу; при этом остаток фруктозы переносится на другую молекулы сахарозы. Вся глюкоза потребляется микроорганизмом, а фруктоза полимеризуется ферментом с образованием левана. После исчерпания глюкозы бактерия может расщепить полимер, используя ферменты леваназы и поглотить полученную фруктозу. Хотя большинство бактерий синтезирует леваны, некоторые штаммы Streptococcus mutans, вызывающие кариес, синтезируют β-2,1-фруктан, при помощи которого они могут крепиться к зубной эмали.

## Содержание фруктанов в пище
| Топинамбур                  | 16,0—20,0 % |
| Артишок испанский           | 2,0—6,8 %   |
| Спаржа                      | 1,4—4,1 %   |
| Ядра ячменя (очень молодой) | 22 %        |
| Чеснок                      | 17,4 %      |
| Лук                         | 1,1—10,1 %  |
| Рожь (отруби)               | 7 %         |
| Рожь (зерно)                | 4,6—6,6 %   |
| Хлеб пшеничный (белый)      | 0,7—2,8 %   |
| Пшеничная мука              | 1—4 %       |
| Макароны                    | 1—4 %       |

## Медицинское значение
Применение фруктана цикория в течение 3 месяцев увеличивает усвоение кальция на 42% среди женщин в период постменопаузы 